# Verson
Verson är en kommun i departementet Calvados i regionen Normandie i norra Frankrike. Kommunen ligger i kantonen Évrecy som ligger i arrondissementet Caen. År 2022 hade Verson 3 927 invånare.

## Befolkningsutveckling
Antalet invånare i kommunen Verson
Referens:INSEE